# Исерток
Исерток (гренл. Isortoq или Isertoq) — посёлок в коммуне Сермерсоок в юго-восточной Гренландии, находится на западном побережье Датского пролива на расстоянии около 100 км от города Тасиилак, основан в 1942 году Самюэлом Микалсеном.
Население в 2005 году было 198 жителей, в мае 2008 года — 70 жителей, из них 13 заняты охотой и рыбалкой. До 2009 года посёлок относился к коммуне Аммассалик и являлся в ней самым малым населённым пунктом. Название посёлка связано с местными туманами на море, такими что не видно весла опущенного с лодки в воду. Исерток находится в 5 км от ледника и поэтому часто служит отправным пунктом для экспедиций на ледниковый щит Гренландии.